# Giuliano Caputi
Giuliano Caputi (Milano, 20 luglio 1965) è un autore televisivo, giornalista, regista e sceneggiatore italiano.

## Biografia
Nato a Milano, da padre triestino e mamma veneziana, all'età di tre anni si trasferisce con la sua famiglia a Trieste. Fin da giovane coltiva un interesse verso il mondo dello spettacolo.
Esordisce come attore nel 1979 nel film di Salvatore Samperi, Ernesto, apparendo poi in numerose pellicole cinematografiche, pubblicitarie e produzioni teatrali. Ha inoltre lavorato in diversi radiodrammi prodotti dalla Rai.
Contemporaneamente prosegue i suoi studi frequentando la scuola superiore di aeronautica a Forlì, ottenendo il brevetto di pilota di primo grado. Ma a seguito di un grave incidente stradale è costretto a ritirarsi dall'accademia.
Nel 1984 pubblica a Bologna il romanzo in prosa e versi Spitzein - Schizzo d'inferno. Nel 1985 si diploma in recitazione e regia presso L'istituto d'arte drammatica di Trieste. L'anno seguente decide di occuparsi esclusivamente del suo lavoro di scrittore e regista. Nel 1986 scrive la sceneggiatura del cortometraggio La catena, regia di Roberto Cianciolo. Nel 1989 scrive e dirige il corto Via - L'avventura prodotto dalla TVMA di Roma. Nel 1988 si trasferisce definitivamente a Roma dove incontra il regista pubblicitario Alfredo Angeli. Inizia una lunga collaborazione che lo porta a lavorare come aiuto-regista di spot e regista di back stage pubblicitari.
Nel 1990 svolge il suo primo lavoro televisivo come regista dello spettacolo teatrale Mi voleva Strehler di e con Maurizio Micheli. Nello stesso anno si diploma in sceneggiatura presso il Centro studi comunicazione di Roma, scuola biennale di cinema diretta da Age (Agenore Incrocci) e Nicola Badalucco.
Nel 1991 viene chiamato dal produttore televisivo Sandro Parenzo, che gli propone il ruolo di autore nel programma di TeleMontecarlo, Corto circuito, condotto da Ivano Guidoni e Massimo Sangermano. Sempre per TeleMontecarlo firma due edizioni della situation comedy Amici mostri (con Alessia Marcuzzi, Nini Salerno e Mauro Serio), Galagoal  e Tre donne intorno al cor (con Alba Parietti). Diventa capo progetto e sceneggiatore della serie televisiva Condominio Italia.
Nel 1993 scrive la sceneggiatura del film Con rabbia e con amore di Alfredo Angeli, con Massimo Dapporto e Giuliana De Sio. È anche l’anno dell'importante incontro con Pippo Baudo che lo accoglie nel suo gruppo di lavoro. Per svariate stagioni firma programmi di grande successo di Rai1 e Rai3 come C'era due volte, Tutti a casa, Tutte donne meno io, Numero Uno, La tombola di Natale, Luna Park La zingara in viaggio e Il castello.
Per anni collabora anche con Fabrizio Frizzi scrivendo trasmissioni quali Per tutta la vita (serie televisiva), Luna Park (programma televisivo 1994) e Domenica in. 
Nel 1998 inizia una lunga collaborazione con Carlo Conti. Insieme a lui firma, tra gli altri, per Rai1, In bocca al lupo vincitore nel 1999 del Telegatto nella sezione giochi e quiz (7), Domenica in, Il gladiatore, I raccomandati e Premio Sirmione Catullo. 
Nel 2002 e 2003 è l'ideatore ed autore del format televisivo de Il concerto del primo maggio con Claudio Amendola e Paola Cortellesi e scrive la sceneggiatura di una situation comedy per Rai3 legata all'avvenimento.
Nel 2004 il suo primo reality su Rai2, La talpa con Paola Perego.
Nel corso degli anni fino ad oggi firma altri numerosi programmi televisivi con la conduzione di Fabrizio Frizzi Anna Falchi, Giancarlo Magalli, Milly Carlucci, Mara Venier, Bruno Vespa, Renzo Arbore, Pippo Franco, Paolo Bonolis e altri.
Nel 2008 scrive la sceneggiatura del film La perfezionista di Cesare Lanza con Sandra Milo.
Nel 2012 si trasferisce a Trieste per assistere il padre ammalato.
Dopo una serie di collaborazioni con la sede RAI del Friuli - Venezia Giulia, nel 2013 inizia una lunga attività con L'Armonia Teatro - Associazione tra le compagnie teatrali triestine.
Nel 2014 diventa il Direttore artistico dell'Armonia Teatro. Riprende anche l'attività didattica, iniziata vent'anni prima a Roma, ricoprendo il ruolo di docente presso "AU.RE. (autori e registi)" del Gruppo Armonia di Trieste insegnando scrittura per il cinema e la televisione e drammaturgia.
Nel 2015 riceve il Premio Enzo Biagi, nella sezione dedicata alla comunicazione di qualità e del giornalismo, per la sua incessante attività televisiva.
Dal 2016 è il Direttore artistico di BISIAFILM, casa di produzione cinematografica e televisiva di Monfalcone. Nello stesso anno inizia la collaborazione con la cooperativa sociale La Collina di Trieste dove si occupa di comunicazione e di altre attività culturali. Entra anche a far parte della redazione di Radio Fragola Trieste dove scrive e conduce trasmissioni quali Spunti e Spuntini, Sold Out, Voice Up, MicroRadioTivù e Scollinando. Dal 2021 assume la carica di Direttore dell'emittente radiofonica.
Nel 2017 viene nominato nel consiglio d'amministrazione del Teatro stabile sloveno.
Dal 2020 è anche giornalista pubblicista iscritto all'ordine dei giornalisti.